# Orfelia burmeisteri
Orfelia burmeisteri är en tvåvingeart som beskrevs av Edwards 1934. Orfelia burmeisteri ingår i släktet Orfelia och familjen platthornsmyggor. Inga underarter finns listade i Catalogue of Life.